# Henricia solida
Henricia solida is een zeester uit de familie Echinasteridae.
De wetenschappelijke naam van de soort werd in 1950 gepubliceerd door Alexander Michailovitsch Djakonov.